# Giuseppe Latilla
Giuseppe Motta conosciuto come Giuseppe Latilla (Napoli, 1785 circa – tra il 1843 e il 1851) è stato un compositore italiano.

## Biografia
Figlio dei proprietari Don Pasquale Latilla e Donna Teresa Matilde Brigida Pasquale Motta (Napoli, 1764 ca.-20 ottobre 1835), fu attivo come operista a Napoli tra il 1808 e il 1819 e come maestro dei cori sino al 1843. 
L'albero genealogico è stato ricostruito dal musicologo Giovanni Tribuzio nel 2025: il 31 ottobre 1816 si sposò con Giuseppa  di Michele Scala (Napoli, 1801-?) dal quale ebbe due figlie: Teresa Giuseppa Vincenza Emanuela Raimonda (Napoli, 30 luglio 1818-?) e Raffaela Giuseppa Francesca (Napoli, 20 dicembre 1820-?). Nel suo atto di matrimonio si apprende che "D. Giuseppe Latilla, di Napoli, di anni trentuno compiti, Maestro di Cappella, domiciliato nel Quartiere S. Giuseppe, strada de' Fiorentini n.º 82" era il  "figlio maggiore naturale non riconosciuto di D. Pasquale Latilla, e riconosciuto dalla Madre D.ª Teresa Motta". Sua madre, infatti, si sposò nuovamente il 20 ottobre 1802 con Giuseppe Laghezza, avvocato di Bari dimorante a Napoli in Via Toledo, nel suo atto di morte si annota che era "figlia delli furono Don Francesco, e Donna Giacomo Berti, ch'erano proprietarii, Vedova di Don Pasquale Latilla, che era Proprietario, e moglie di Don Giuseppe Laghezza, di anni sessanta, avvocato, domiciliato in detta casa; avendo lasciato un sol Figlio di età maggiore, procreato col detto fù Don Pasquale Latilla".
Fino al 19 febbraio 1842 abitò a Napoli nel palazzo del patrigno Laghezza, ultima documentazione per ora nota ritrovata nell'atto di nascita di sua nipote Giulia Giuseppa Raffaela Gatti.

## Opere[2]
- Gli equivoci per la somiglianza (Napoli, Teatro dei Fiorentini, 1808)
- La procidana (Napoli, Teatro dei Fiorentini, 1809)
- I finti sdegni (Napoli, Teatro dei Fiorentini, 1811)
- Amor riconoscente (Napoli, Teatro S. Carlino, estate 1819)